# Gyrodine
Gyrodine es un videojuego creado por la compañía Crux y publicado por Taito Corporation, lanzado en 1984 en arcadias, y en 1986 para la consola NES y los ordenadores MSX.

## El juego
El jugador controla a un helicóptero que posee misiles y una ametralladora como armas. El objetivo es volar y mantenerse a salvo de todos los enemigos que intentan destruir el helicóptero. El juego, como muchos juegos antiguos, es infinito. No hay fases, ni enemigos finales. Se puede jugar hasta que se pierden todas las vidas. Durante la partida, es posible encontrar objetos que dan puntos extra. Al llegar a los 20.000 puntos se obtiene una vida extra, a los 50.000 otra más. Se deben evitar otros helicópteros y aviones, así como también algunas estructuras que es posible destruir al disparar misiles.
- Datos: Q5625472